# Onrust (Djinn)
Onrust is het achtste stripalbum uit de Djinn-reeks en behoort samen met Afrika, De zwarte parel, Pipiktu en De gorillakoning tot de Afrikaanse cyclus. De strip werd voor het eerst uitgegeven bij Dargaud in augustus 2008. Het album is getekend door Ana Miralles met scenario van Jean Dufaux.